# 迪士尼頻道
迪士尼頻道是一個美國有線電視及廣播衛星電視網，為華特迪士尼公司旗下华特迪士尼电视集团和华特迪士尼直接面向消费者和国际服务公司擁有。
該頻道最初以家庭為收視群目標，後於1990年代轉向服務兒童年齡層觀眾。其原創節目主要以3–18歲兒童為主要收視群，而其晨間兒童節目時段“迪士尼幼兒在迪士尼頻道”（Disney Jr. on Disney Channel）則是以1–8歲孩童為主要收視群。
截至2015年2月，迪士尼頻道在美國收費電視中約佔了96,200,000個用戶（約占電視用戶82.7%）。

## 歷史

### 成立初期
迪士尼頻道於美東時間1983年4月18日早上七時開播，以經典迪士尼短篇卡通為特色，早期的節目包括《早安!米奇》（Good Morning, Mickey!）、《唐老鴨》（Donald Duck Presents）、遊戲節目《裝置》、《小飛象的馬戲團》（Dumbo's Circus）、《你和我的孩子》，和《歡迎光臨小熊維尼樂園》（Welcome to Pooh Corner）。夜間有影集《奧茲和哈麗特歷險記》。

### 海外擴張
1990年代上半期，華特迪士尼公司派遣高階主管來台灣，與包括和信企業團在內的台灣幾家有成立有線電視頻道商的大型財團接洽，希望以有線電視產業蓬勃發展的台灣作為第一個海外市場。最後，華特迪士尼公司選擇了中國國民黨黨營的博新多媒體作為迪士尼頻道在台灣的合作對象，博新成為迪士尼頻道亞洲版第一屆台灣總代理。1995年3月底，迪士尼頻道亞洲版在台灣開播，是全球第一個以中英雙語播出的迪士尼頻道，台灣正式成為迪士尼頻道第一個海外市場。亞洲版開播初期，以美國版的四分之一節目加上華特迪士尼公司旗下各家電影公司與電視網的影片，以10小時的節目時間作24小時全天候播出，當時已有60%的節目有中文配音。

### 變化
1998年，迪士尼頻道換上全新的面貌，捨棄在名稱中的冠詞「The」，並將該電視網分割成三個節目區塊：「劇場迪斯尼」，是一個針對學齡前兒童的節目區塊；「保險庫迪斯尼」，是以迪士尼秀和電影為主的節目區塊，是頻道中最具特色的節目區塊；以及「佐格迪斯尼」，以15歲以下兒童和青少年為主要收視目標。「佐格迪斯尼」讓觀眾透過網路與電視頻道互動，提供互動遊戲，並能夠在電視上看到自己的名字。該節目區塊也以擬人化的角色「祖格」為特色。迪士尼頻道也開始在休息時間播放廣告（非商業性廣告，而是該頻道的節目預告）。

### 新形象（1997年－2002年）
1997年1月，當迪士尼頻道從付費電視轉入基本頻道時，大部分的規劃都發生了轉變。「Zoogs」有了重新設計的形象，電視臺的標誌（在30年代時期是米老鼠站於一台黑色的米老鼠耳朵形的電視上）也根據1997年一項提議發生了變化，以代表「Zoog Disney」的形象。
從2001年至2002年，一些節目如《活寶家族》、《麻辣女孩》等受到歡迎。《莉琪的異想世界》成為該頻道的招牌節目，同時還是該頻道評價最高的節目。《莉琪的異想世界》重播數次收視率依然能超越競爭節目，包括迪士尼頻道自己的節目。於是2002年9月「Vault Disney」和所有其他迪士尼經典節目中止播出。在同年一月迪士尼頻道也啟用了新的標志，該標志從2002年一直使用至2010年。

### 成功與改變（2002年－2007年）
迪士尼頻道的大多數節目並沒有大量的強調迪士尼的「經典」角色，例如米老鼠、唐老鴨、 布魯托和高飛。這些經典角色按時機出現，特別是在一些節日的電影裡，像是《Mickey's Once Upon a Christmas》，也在《米老鼠群星會》中演出，該片曾在每週末下午在該頻道播出。
同時該頻道因迪士尼原創影集（Disney Channel Original Series）而在最近幾年廣為人知。至今迪士尼頻道播放了許多原創節目，例如《天才魔女》，該節目一直都是網路上票選最高的原創影集節目，擊敗了前任冠軍《莉琪的異想世界》。而《天才魔女》也成為歷史上第一個超越65集的紀錄而達到100集的迪士尼頻道電視影集。其他迪士尼的熱門節目包括《榮耀家族》、《麻辣女孩》、《星際寶貝史迪奇》、《未來少年菲爾》、《小布與偉仔》、《小查與寇弟的頂級生活》、《美國龍：傑克龍》、《飛天瑪姬》、《變身國王上學記》、《替身計畫》、《孟漢娜》等。《孟漢娜》是2006年迪士尼頻道最成功的女主角，在「女主角之夜」中收穫540萬的收視佳績。

### 轉型（2007年－2014年）
2007年起，迪士尼開始減少製作動畫影集，大幅增加了青少年情境喜劇的製作，儘管如此，於該年開播的自製動畫《飛哥與小佛》依舊表現得非常亮眼。
而該年迪士尼正式開播了兩部劇集，第一部是《天才魔女》的衍生劇《柯瑞當家》（僅2季），第二部則是迪士尼非常成功的影集代表作《少年魔法師》。《少年魔法師》是繼《天才魔女》後，第二部超越100集的迪士尼影集，該劇共達106集，成為目前迪士尼最長壽影集。2007年8月17日，迪士尼正式首播原創電影《歌舞青春2》，該劇以1720萬的收視人口創下有線電視非體育類電視節目最高收視，同時也是有線電視台史上收視最高的自製電視電影。
2008年，《小查與寇弟的頂級生活》衍生劇《小查與寇弟的頂級遊輪生活》正式開播，該劇成為該年6－12歲兒童電視節目中的第一名。同時，2008年也首播了兩部音樂電視電影《搖滾夏令營》與《花豹少女隊：勇闖好萊塢》。
由於《搖滾夏令營》的成功，帶動了該劇主角群強納斯兄弟與黛咪·洛瓦托的人氣，因此於2009年，迪士尼邀請他們分別演出兩部新影集：《強納斯兄弟：洛城生活》以及《加油！桑妮》，而該年黛咪·洛瓦托同時也與賽琳娜·戈梅茲共同演出原創電影《公主保衛戰》。2009年8月，《少年魔法師：電影版》正式首播，該劇創下了1140萬的收視人口，成為2009年有線電視收視最高的電視節目（不包括體育賽事），同時也成為迪士尼頻道史上收視第二佳（僅次《歌舞青春2》）的原創電影。7月17日，迪士尼著名的三部影集《孟漢娜》、《少年魔法師》與《小查與寇弟的頂級遊輪生活》共同製作了一集交叉集“少年魔法師與孟漢娜在頂級遊輪”，該集創下了910萬的收視人口，成功擊敗當晚播出的所有電視節目（該特別集創下《少年魔法師》與《小查與寇弟的頂級遊輪生活》有史以來的收視新高）。
2010年，迪士尼開播了第一部以家庭為收視群的情境喜劇《我愛夏莉》，動畫《魚樂圈》、影集《舞動青春》也於該年正式首播。這一年迪士尼共製作了五部原創電影，包括《愛上大明星》、《密探海芮：部落格大戰》、《16歲的願望》、《丹恩大哥哥》、《搖滾夏令營2：搖滾萬歲》以及《愛凡隆高校》。2010年11月19日，美國迪士尼頻道開始為西班牙語觀眾提供服務。
迪士尼兩大影集《孟漢娜》與《小查與寇弟的頂級遊輪生活》於2011年正式完結。於此同時，黛咪·洛瓦托決定專心於歌唱事業，同時也因其厭食症與心理問題決定退出《加油！桑妮》，因此《加油！桑妮》正式更換劇名為《鬧青春！》（僅1季）。2011年迪士尼另開播了三部影集《天才學園》、《小潔的保姆日記》與《奧斯汀與艾莉》以及6部原創電影《小查與寇弟的頂級冒險》、《檸檬大嘴巴》、《夏培的星光大道》、《飛哥與小佛電影版：超時空之謎》、《千金奇緣》與《我愛夏莉：瘋狂聖誕》。
2012年，迪士尼成功擠下穩坐17年寶座的尼克頻道成為美國有線電視最高收視者。6月，迪士尼宣布將禁止垃圾食品的廣告於迪士尼頻道播出。6月15日，迪士尼首播了原創電影《閃亮的青春》，新動畫影集《神秘小鎮大冒險》則跟隨其後首播。7月21日，迪士尼頻道成為第一個與漫威娛樂（於2009年被華特迪士尼公司收購）進行合作的電視台，而《飛哥與小佛：漫威英雄任務》則為其第一部合作的作品，該集於2013年8月16日首播，新動畫影集《宇宙小奇兵》則跟隨其後首播。

### 節目調整與過渡（2014年－2020年）
2014年2月15、16日，迪士尼宣布未來將將其動畫節目移至迪士尼XD播出，包括正在播出的《神秘小鎮大冒險》及《宇宙小奇兵》，而《飛哥與小佛》將共同製作。
2014年1月，迪士尼首播了新影集《真的不是我》。同年6月，首播了ABC於1993年至2000年播出的人氣情境喜劇《小淘氣看世界》之系列續集《女孩看世界》，便引來許多話題，同時也成了迪士尼最受歡迎的新系列影集。
2000年代後期與2010年代初期，迪士尼的招牌已由《飛哥與小佛》獨占，該劇集至今已播出8年，集數達200集以上，成為迪士尼最受歡迎也是最長壽的兒童、青少年節目，而該系列於2015年6月12日正式完結。
2015年，迪士尼首播了《麻辣特工》、《超時空姊妹》及《小潔的保姆日記》衍生劇《歡樂夏令營》等三部真人影集，另外也有首播新動畫《公主闖天關》。同年7月31日，首播了原創電影《星光繼承者》並獲得不錯的風評；9月18日，迪士尼便首播了《星光繼承者》的衍生動畫系列《星光繼承者：邪惡世界》。
2015年，播出將近3年的《狗狗部落客》正式宣布在第3季播畢後告別觀眾。熱播4年的人氣影集《小潔的保姆日記》也於10月正式完結，並與播出一年多的《真的不是我》一同下檔。
2016年1月10日，播出4年多的《奧斯汀與艾莉》正式完結。同年2月14日，新劇《左右為難》迎來首播，該劇為迪士尼首部以拉丁裔美國家庭為主角的系列。同年6月24日，迪士尼頻道將首映原創電影第100部作品《保姆夜瘋狂》，而新劇《音樂友情路》將跟隨其後首播。7月22日，迪士尼首播了《小公主蘇菲亞》衍生動畫《艾蓮娜公主》，為迪士尼首位西班牙裔公主，該劇是迪士尼頻道時隔4年繼《宇宙小奇兵》後，再度製播動畫，也是繼《左右為難》後，第二部以西班牙裔作為主角的系列。
2017年3月，原創電影《魔發奇緣：幸福前奏》迪士尼在迪士尼頻道正式播出，這也是續《飛哥與小佛電影版：超時空之謎》時隔6年后迪士尼頻道再一次製作動畫原創電影，也是迪士尼頻道首部基於迪士尼經典動畫製作的原創電影。
2017年4月7日，迪士尼首部以亞裔做為主角的全新系列《小妞新人生》正式開播。7月21日，《天才魔女》衍生劇《魔女之家》將緊跟《星光繼承者2》首播之後一同開播。
2018年，由于迪士尼XD在《神秘小镇大冒险》之后持续亏损，迪士尼频道宣布在2018年会逐渐把绝大部分迪士尼XD原创剧集改为迪士尼频道原创剧集。目前已经改为迪士尼频道原创剧集的原迪士尼XD原创剧集有：《公主闯天关》，《大城市綠地》，《新唐老鸭俱乐部》，《米羅的莫非命運》和《大英雄天團》。

### 再度轉型以及退出海外市場（2020年－至今）
2020年1月6日，隨著Disney+上線，迪士尼頻道開始重新轉爲付費頻道。該措施標志著迪士尼頻道長達22年作爲基本頻道的時代正式終結。
2021年4月，因應Disney+準備在全亞洲正式提供服務，迪士尼宣佈包括本頻道在內共18個頻道於2021年10月1日起在亞洲區正式停播。福斯傳媒台灣分公司表示，台灣版本的迪士尼頻道不受影響，會繼續播出。
同年8月27日，迪士尼频道台湾宣布于2022年1月1日停播，終止在台湾營運。停播後原台號由4家兒童向頻道在台灣各大有線電視系統接替播出，凱擘、台固、大豐等24家系統由尼克兒童頻道（Nickelodeon）接替，中嘉、全國數位及部分獨立系統由小尼克（Nick Jr.）接替，台灣寬頻由Baby TV接替（因迪士尼宣佈終止亞太地區電視頻道業務，BABY TV將於2023年9月30日在台灣停播，而台灣寬頻则由小尼克（Nick Jr.）接替），台數科、北港、國聲等11家系統由Boomerang接替。

## 影集
由華特迪士尼電視（Walt Disney Television）以及其他非隸屬華特迪士尼公司旗下的製作公司所製作的電視節目，曾經一度佔據節目表的大部分。但隨著迪士尼頻道原創系列的快速成長，這類的節目已經越來越少。截至2006年2月，此類節目只有《淘氣雙胞胎》和《小淘氣看世界》仍在迪士尼頻道（不包括Playhouse）播放。由於有Playhouse Disney，學前節目仍然是迪士尼頻道早間節目表中的一部分。迪士尼頻道有時也會因較差的節目品質，以及明顯的對其他頻道現場直播節目的改動和遮罩而被指責。迪士尼也完全拒絕播放一些非本公司製作的節目中有關成人內容的劇集，例如《小淘氣看世界》。該影集有至少五集從迪士尼頻道的播放中被略過。第五集「如果你不能和你愛的人在一起……」便是一個的例子。而對酗酒的描寫是被禁播的可能原因。
早期迪士尼有著許多不成文的規定，例如影集集數不得超過65集，以及主演群不得超過6個等，然而後來經過改革也廢除了這些規定。目前迪士尼真人影集最長壽者為《少年魔法師》（共110集，官方106集）、第二長為《孟漢娜》（共101集，官方98集）與《小潔的保姆日記》（共101集，官方98集）、第三長由《天才魔女》（共100集）與《我愛夏莉》（共100集，官方97集）並稱。而首度打破主演群人數的則是《舞動青春》，該劇第一季主演群有6名，然而在第二季時增加了一名常規演員，使得該劇主演群人數來到7位。
迪士尼頻道熱播8年的動畫《飛哥與小佛》已於2015年6月12日正式完結，而該動畫影集已成為迪士尼頻道集數最多（222集）、播出年數最長的電視系列。
目前於迪士尼首播的真人影集有熱播的有《麻辣特工》、《小妞新人生》、《夏令營》、《魔女之家》等，動畫則有《飛哥與小佛》、《米羅的莫非命運》、《米奇歡樂多》、《魔髮奇緣》、《鬼靈精怪大酒店》、《新唐老鸭俱乐部》、《大英雄天團》及《公主闖天關》等，同時《麗芙與小曼》、《蕾蕾看世界》、《超時空姊妹》等完結作品也仍在頻道重播中。

### 拯救迪士尼秀的宣傳活動
迪士尼頻道在過去十年中的成功也伴隨著開支的困擾。其大多數極受歡迎的節目一旦達到65集的上限都被迫停止（例如《Lizzie的天空》就在第65集完結，儘管在那時它仍是收視率最高的節目）。一直以來，主要通過網路留言板和討論板進行著一項旨在保護那些在巔峰期就取消的節目的運動。近期的例子有「拯救飛爾」（Save Phil）或稱「Save POTF」計畫，目的在於讓《未來小子菲爾》這部迪士尼頻道最高收視率之一的節目復活。這部節目在第43集終止播放。具體活動日期在活動的幾個星期前就已經決定。而在活動的當天，觀眾們紛紛通過電話、傳真，甚至呼喊的方式傳遞訊息。最後一次的「拯救飛爾」日在2006年的5月22日。事實證明這些活動極其成功的挽救了那些本來會被取消的既受歡迎的節目。不过偶尔也会有特殊情况，比如在2015年「拯救宇宙小奇兵」拯救行動中，虽然该剧最终未能如愿复活，但对迪士尼公司放低付费频道的收视率门槛起到了非常大的影响。

## 電影
在20世紀的80年代和90年代，迪士尼頻道的晚間和凌晨節目幾乎全是播放電影。迪士尼頻道現在大約每週只播放12小時的電影節目，偶爾14或15小時。一部迪士尼頻道的原創電影首映大約會在週五晚上放映兩次。大多數在迪士尼頻道播放的電影一般在1小時35分鐘到1小時45分鐘之間。
迪士尼頻道早期每晚都會播放兩部電影，但不是像在影院首映那樣的電影，迪士尼頻道播放的電視電影，稱為「迪士尼頻道原創電影」（Disney Channel Original Movie，縮寫為DCOM），每年大約會播放六至八部這樣的電影。約在2000年，迪士尼頻道宣佈將每月拍攝一部新片，但是這個計劃只維持了一年。
2007年，原創電影電影《跳躍青春》超越了《花豹少女隊：勇闖西班牙》，以820萬的觀眾人數成為首播時觀看人數最多的DCOM，其電影原聲專輯在2007年1月2日出版。不過就流行程度和獲獎情況來說，《歌舞青春》仍是最成功的DCOM，其續集《歌舞青春2》更是創造了1720萬觀眾觀看的紀錄，這個紀錄一直保持到2007年12月3日，後由ESPN在直播由新英格蘭愛國者隊與巴爾的摩烏鴉隊之間的週一晚間捧球賽時的1750萬觀眾所打破（后来于2017年8月12日再次被迪士尼频道的另一部原创电影《星光继承者2》的2100万观众打破）。此外，《花豹少女隊》系列影片也相當的成功，出售了大量的相關產品，並出版了電影原聲專輯，舉辦了巡迴演出。
迪士尼偶爾會買斷一些非迪士尼工作室製作的影片的電視放映權，以受歡迎的動畫電影為多。由於收視率的下降，迪士尼頻道原創電影的製作數量近年已銳減。
因此迪士尼的播放計畫如下：
- 如果電影長度在1:25～1:35之間，將放映原創連續劇（迪士尼習慣放映系列劇）
- 如果電影長度在1:40～1:45之間，將放映原創連續動畫
- 如果電影長度在1:50～1:55之間，將放映一到兩個音樂電視並播放迪士尼頻道的廣告

## 迪士尼頻道播出國家
美洲
加拿大 （頻道）
美國 （頻道）
歐洲
法國
非洲
南非
亞洲
日本 （頻道）
台灣 （頻道，開播於1995年3月29日，停播於2022年1月1日起。）
韓國 （頻道）
印度 （頻道）
斯堪的那維亞
拉丁美洲和加勒比
中東

## 雙語播出

### 美國
主聲道為英語，於2010年，正式開啟雙語服務，副聲道為西班牙語。

### 台灣
約於2003年時，迪士尼頻道隨即開放雙語服務，但因為並非於節目告知，只能以網站查看或著嘗試使用遙控器調整得知。約2007年6月後，迪士尼在晚間的《孟漢娜》、《小查與寇弟的頂級生活》等節目加放「英文版－原音重現」，節目中將會播放原音（英文），並有中文字幕。
約2015年6月8日當日後，該頻道受到一部份地區有線電視業者的線路與接收器品質的影響，直至當月16日為止暫無法提供其雙語服務。但官方網站中提供的節目表上自2010年後已無標註某些節目是否為雙語和原音重現的方式播出，不過基本上所有節目都有雙語功能，除原音節目外。約自2016年起，除了動畫節目外，新的真人系列幾乎未設置配音，全以原音播出。

### 日本
所有節目幾乎都有開放雙語的服務，會按照節目性質產生些微變化，例如少數播送中的韓國動畫是以英文配音作為副聲道。

### 韓國
並非所有節目皆有雙語播出，雙語播出主要安排於晚間的首播時段。

## 頻道標誌

1983年啟用的首個頻道標誌
1987年修改字體類型後的標誌
2002年-2014年移除米奇耳朵後的標誌
使用期間：2002年-2010年
使用期間：2017年-2019年

## 官方網站
迪士尼頻道的官網主要包括以下內容：
- 節目介紹、下載，和其他附加內容
- 基於節目內容的遊戲

2018年，迪士尼频道的官网与迪士尼XD、迪士尼Junior和迪士尼电台正式合并进迪士尼Now的官网页面，但包含内容基本不变。

## Circle of Stars
迪士尼頻道「Circle of Stars」是一個音樂性團體，由迪士尼頻道的男女演員組成。他們為音樂錄影帶表演屬於自己版本的迪士尼經典歌曲「A Dream is a Wish Your Heart Makes」和「Circle of Life」，並在迪士尼頻道上播放。也分別地在《仙履奇緣》和《獅子王2》的雙碟裝特別版DVD裡演出。

## 外部連結
- 美國迪士尼 （页面存档备份，存于）（英文）
- 迪士尼ABC集團迪士尼頻道 （页面存档备份，存于）（英文）
- 迪士尼国际 （页面存档备份，存于）（英文）
- 台灣迪士尼 （页面存档备份，存于）（繁體中文）
- 亞洲迪士尼 （页面存档备份，存于）（英文）
- 日本迪士尼 （页面存档备份，存于）（日語）
- 香港迪士尼 （页面存档备份，存于）（繁體中文）
- 中國迪士尼 （页面存档备份，存于）（简体中文）
- 韓國迪士尼 （页面存档备份，存于）